# Brachyctis
Brachyctis is een geslacht van kevers uit de familie van de loopkevers (Carabidae). De wetenschappelijke naam van het geslacht is voor het eerst geldig gepubliceerd in 1869 door Chaudoir.

## Soorten
Het geslacht Brachyctis is monotypisch en omvat slechts de volgende soort:
- Brachyctis rugulosa Chaudoir, 1869